# Pinetell de pícea
El pinetell de pícea (Lactarius deterrimus) és una espècie de fong de l'ordre dels russulals (Russulales). És un bolet comestible que produeix un làtex taronja.

És un fong micorrízic que viu associat a les rels de pícees (Picea abies).

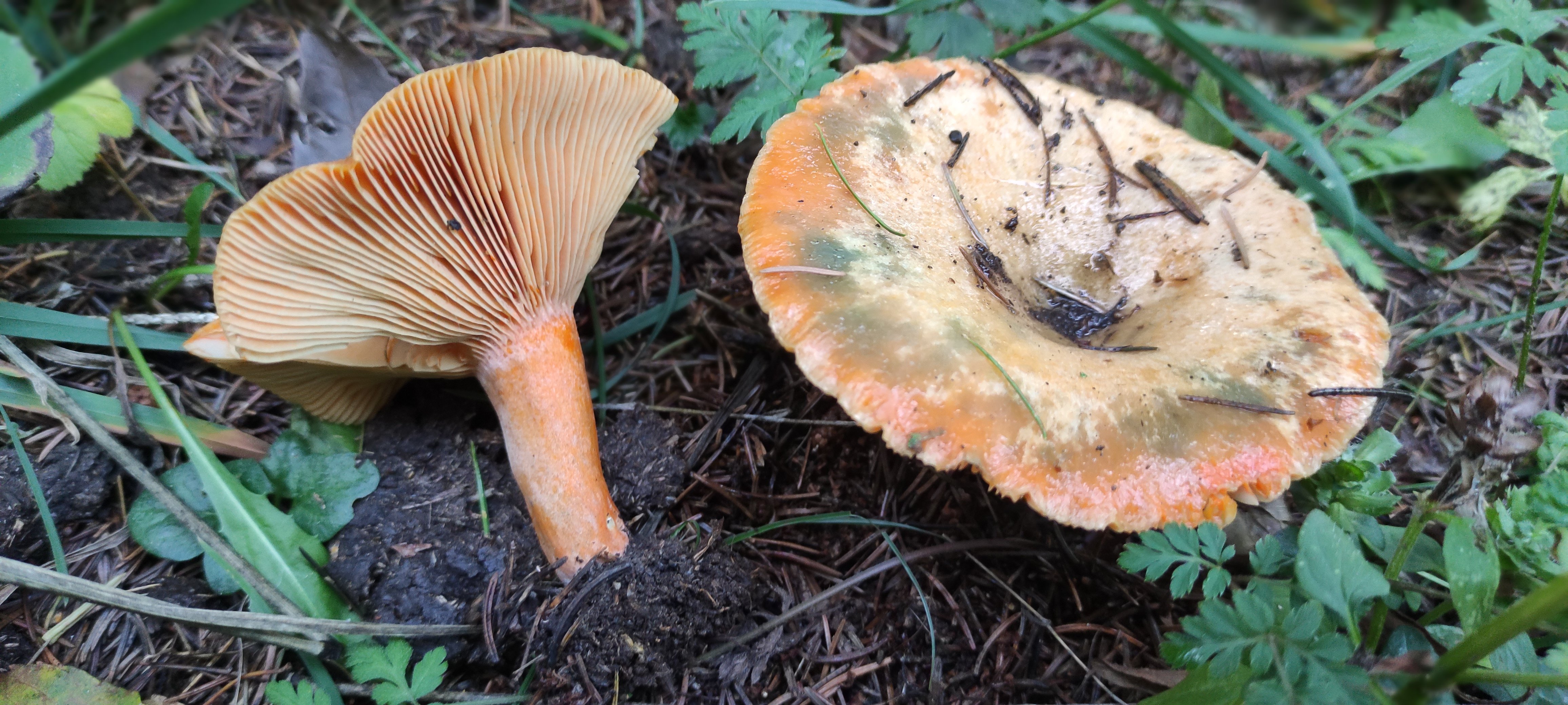
Pinetell d'avet (Lactarius deterrimus)

## Taxonomia
L'espècie va ser descrita per Frieder Gröger a Westfälische Pilzbriefe l'any 1968.
L'epítet específic deterrimus deriva del llatí i va ser escollit pel micòleg Frieder Gröger per assenyalar les pobres propietats gustatives d'aquest bolet. Deterrimus és el superlatiu de "dēterior" (que significa menys bo) o "el pitjor, el més pobre".
El pinetell de pícea (Lactarius deterrimus) pertany a la secció Deliciosi del gènere Lactarius.

## Iconografia seleccionada
Basso, Lactarius: 265., 1999
Korhonen, Suomen Rouskut 107-111 pro parte. 1984

## Descripció
Barret de fins a 12 cm de diàmetre, estès i lleugerament deprimit quan adult; de superfície llisa, víscida, no zonat o molt lleugerament al marge, taronja salmonat, especialment al marge, amb àrees verd grisenques en envellir.
Làmines relativament denses, d'adnates a lleugerament decurrents, ataronjades, verdoses al frec.
Cama cilíndrica, llisa i seca, ataronjada, verdosa al frec, gairebé absent d'escrobícules; típicament amb una zona blanca a la part superior, just sota les làmines.
Carn granulosa, relativament ferma excepte en el marge del barret, inicialment dolça al tast, més tard lleugerament amarga. Làtex és de color taronja, en 15-20 minuts esdevé vermell; dolç al tast.

## Distribució
Comú a Europa, en especial a la central i boreal.

## Ecologia
Els bolets apareixen entre juny i desembre en els boscos i plantacions de pícees, sovint en les joves.

## Identificació
De tots els pinetells de zones temperades d'Europa és l'únic associat amb pícees (Picea abies). Es caracteritza pel barret ataronjat però barrejat amb tons verds, és poc zonat i la cama és de tons taronja viu, llisa, sense escrobícules i amb una zona blanca a la part més superior, tocant a les làmines. El làtex és taronja i esdevé vermell entre 15-20 minuts.
A l'àrea escandinava és molt similar el pinetell de Fennoscàndia (Lactarius fennoscandicus), que també creix vora pícees. Té el barret més zonat mentre el del pinetell de pícea és sense zones o només zonat al marges.
Són propers però sempre vora pins el pinetell o pinetell ver (Lactarius deliciosus), el pinetell de pi negre (Lactarius quieticolor) i el rovelló pinetell (Lactarius semisanguifluus). Vora avets, el pinetell d’avet (Lactarius salmonicolor).

## Usos
Comestible. És de gust més amargant que el del pinetell (Lactarius deliciosus) i no és tan apreciat.